# Източна Англия (кралство)
Кралството на Източните англи (на староанглийски:Ēast Engla Rīce; на латински: Regnum Orientalium Anglorum), е ранносредновековна монархия на англите, заемаща територията на днешните графства Норфолк и Съфолк източно от Фенските блата. Кралството възниква с англо-саксонското установяване в Британия и се управлява от Вуфингите (вълчи синове) докато не е завладяно от Мерсия през 794. Източна Англия е завоювана от даните през 869 и попада в Данелоо, докато Едуард Стари не я покорява и включва в Кралство Англия като съставно графство през 918.
Според Беда и неговата Англосаксонска хроника източните англи, мерсийците и нортумбрийците произхождат от района на Ангелн в днешна Германия. Те говорят староанглийски език, като явно Източна Англия е мястото, където се е зародил английския език. Англите се настаняват в териториите на ицените и римското средище Вента Иценорум, близо до днешния Кайстор Сейнт Едмънд. Основоположник на управляващата източноанглийска династия е Вуфа. Редвалд е първият Вуфинг, покръстен в християнската религия, макар и да запазва всички езически ритуали. Най-вероятно известното корабно погребение в Сътън Ху принадлежи именно на Редвалд Вуфинг. Наследниците му загиват в битки с Мерсия, но източноанглийският епископ на Домок Феликс Бургундски успява да укрепи християнството в кралството.. Сходството между археологическите находки в Сътън Ху и Вендел, Швеция допуска заключението, че Вуфингите са наследници на владетели от Източна Скандинавия Кралството граничи на североизток със Северно море и с Есекс на юг, а на запад е агресивния съсед Мерсия . Според историческият извор Tribal Hidage площта на Източна Англия възлиза на 30000 хайда. Поради ерозия на блатистия терен почвите в района са предимно алувиални, а плавателността на реките и естуарът са затруднени от тиня и пясъчна коса. 
През 794 Офа Пибинг екзекутира последния източноанглийски крал Етелберт II и Мерсия поема властта над кралството за следващия четвърт век. Източните англи въстават през 825, но без траен успех, защото канят Егбърт Уесекски за протектор.
През 865 Източна Англия е завладяна и става плацдарм на Езическата армия на викингите , а към 880 Гутрум секат монети в този район и воюват с Уесекс През 917 няколко последователни поражения на викингите водят до загубата на Нортхямптън и Хънтингдън. Датският източноанглийски крал е убит в Темпсфорд и въпреки отвъдморските подкрепления Дейнлоо губи Кеймбридж. С това Едуард Стари прекъсва викингското владичество над Източна Англия.
Източна Англия се споменава и в History of the English People, Historia Brittonum, Life of Foillan, Liber Eliensis, Historia Anglorum, Flores Historiarum.

### Крале на Източна Англия
| Период                                       | Династия                                           | Управление            | Крал                                                                                              | Бележки |
| -------------------------------------------- | -------------------------------------------------- | --------------------- | ------------------------------------------------------------------------------------------------- | ------- |
|                                              |                                                    |                       |                                                                                                   |         |
| Вуфинги                                      | Неизвестна дата                                    | Веха                  | [ 1 ]                                                                                             |         |
| Вуфинги                                      | 571                                                | Вуфа                  | Основоположник                                                                                    |         |
| Вуфинги                                      | 578                                                | Титила                | [ 3 ]                                                                                             |         |
| Вуфинги                                      | 616, – 627                                         | Редвалд               | Бретвалда.                                                                                        |         |
| Вуфинги                                      | до 627.                                            | Ерпенвалд             | [ 8 ]                                                                                             |         |
| Вуфинги                                      | 627 – 630.                                         | Рихберт               | [ 2 ]                                                                                             |         |
| Вуфинги                                      | около 630.                                         | Зигеберт              | Абдикирал, убит в битка.                                                                          |         |
| Вуфинги                                      | около 630, през 634 управлява заедно със Зигеберт. | Екгрик                | Убит в битка                                                                                      |         |
| Вуфинги                                      | около 640 – 653                                    | Анна Източноанглийска | Племенник на Редвалд                                                                              |         |
| Вуфинги                                      | около 653 to 655.                                  | Етелхер               | Брат на Анна. Убит в битка                                                                        |         |
| Вуфинги                                      | 655 to 663.                                        | Етелволд              | Брат на Анна                                                                                      |         |
| Вуфинги                                      | 663 to 713.                                        | Елдвулф               | Племенник на Анна                                                                                 |         |
| Вуфинги                                      | 713 to 749.                                        | Елфвалд               | Син на Елдвулф.                                                                                   |         |
| не-Вулфинги                                  | 749.                                               | Беона, Алберт и Хун   | Триумвират.                                                                                       |         |
| не-Вулфинги                                  | Неизв.                                             | Етелберт              | Подчинен крал                                                                                     |         |
| не-Вулфинги                                  | ?779 to 794.                                       | Етелберт II           | Сече собствени монетиЕкзекутиран от Офа                                                           |         |
| Мерсия                                       |                                                    | Офа                   | Held dominion over the East Angles.                                                               |         |
| не-Вулфинги                                  | около 796 to c. 800.                               | Едвалд                | [ 18 ]                                                                                            |         |
| Мерсия                                       |                                                    | Кенвулф               | [ 19 ] [ 20 ]                                                                                     |         |
| Мерсия                                       |                                                    | Кенвулф II            | [ 21 ]                                                                                            |         |
| Мерсия                                       |                                                    | Беорнвулф             | to 826;Убит при бунт в Източна Англия.                                                            |         |
| не-Вулфинги                                  | 827 to 845.                                        | Етелстан              | Вдига успешен бунт срещу Мерсия – 825                                                             |         |
| не-Вулфинги                                  | c.845 to 855.                                      | Етелверд              |                                                                                                   |         |
| не-Вулфинги                                  | 855 to 869.                                        | Едмънд Мъченик        | Последният англо-саксонски крал на Източна Англияубит от викинги на 20 ноември 869;, канонизиран. |         |
| Норвежки васални крале                       | c.875.                                             | Освалд                | Подчинен крал                                                                                     |         |
| Норвежки васални крале                       | c.875.                                             | Етелред II            | Подчинен крал                                                                                     |         |
| Датски васални крале                         | c. 879 to 890.                                     | Гутрум                | Печели кралството през 879 след мира с Алфред Велики и Уесекс.                                    |         |
| Датски васални крале                         | до 902.                                            | Еорик                 | Убит в битка през декември 902.                                                                   |         |
| Датски васални крале                         | 902.                                               | Етелволд              | Подчинен крал, убит в битка през декември 902.                                                    |         |
| Датски васални крале                         | 902 to 918.                                        | Гутрум II             | Убит в битка през 918.                                                                            |         |
| Източна Англия става част от Кралство Англия |                                                    |                       |                                                                                                   |         |

|  | Тази страница частично или изцяло представлява превод на страницата Kingdom of East Anglia в Уикипедия на английски. Оригиналният текст, както и този превод, са защитени от Лиценза „Криейтив Комънс – Признание – Споделяне на споделеното“, а за съдържание, създадено преди юни 2009 година – от Лиценза за свободна документация на ГНУ. Прегледайте историята на редакциите на оригиналната страница, както и на преводната страница, за да видите списъка на съавторите. ВАЖНО: Този шаблон се отнася единствено до авторските права върху съдържанието на статията. Добавянето му не отменя изискването да се посочват конкретни източници на твърденията, които да бъдат благонадеждни. |

1. ↑  Nennius, Historia Britonum, p. 46.
2. 1 2 3 4 5 6 7 8 9 10  Fryde et al, British Chronology, p. 8.
3. ↑  Yonge (trans.), The Flowers of History, p. 269.
4. 1 2 3 4 5 6 7 8 9 10 11 12 13 14 15 16 17  Lapidge et al, Anglo-Saxon England, pp. 508–509.
5. 1 2 3 4 5 6 7 8 9 10 11 12 13 14 15  Yorke, Kings and Kingdoms, p. 67.
6. ↑  Swanton, Anglo-Saxon Chronicle, p. x.
7. ↑  Yonge, The Flowers of History, p. 277.
8. ↑  Беда, The Ecclesiastical History of the English People, Book II, chapter 15.
9. ↑  Kirby, English Kings, p. 74.
10. ↑  Swanton, Anglo-Saxon Chronicle, p. 28.
11. ↑  Fryde et al, British Chronology, pp. 8–9.
12. ↑  Hill et al, Aethelbald and Offa, p. 128.
13. ↑  Ashley, British Monarchs, p. 244.
14. ↑  Yorke, Kings, p. 64.
15. ↑  Kirby, Earliest English Kings, p. 164.
16. ↑  Brown and Farr, Mercia, pp. 5, 135.
17. ↑  Yorke, Kings and Kingdoms, p. 64.
18. 1 2 3 4  McKitterick, New Cambridge Medieval History, p. 555.
19. ↑  Kirby, English Kings, p. 179.
20. ↑  Brown and Farr, Mercia, p. 219.
21. 1 2  Yorke, Kings and Kingdoms, p. 122.
22. 1 2  Brown, Farr (eds.), Mercia, p. 222.
23. ↑  Giles, Alfred the Great, p. 115.
24. ↑  Yorke, Kings and Kingdoms, p. 59.
25. ↑  Lapidge et al, Anglo-Saxon England, p. 223.
26. ↑  Ashley, British Monarchs, p. 246.
27. ↑  Stenton, Anglo-Saxon England, pp. 321–22.
28. ↑  Jaques, Dictionary of Battles, p. 1006.